# Jean Cabassut
Jean Cabassut   (Ais de Provença, 1604 - 25 de setembre de 1685) fou un teòleg francès membre de l'Oratori de Jesús.
Va néixer en Ais de Provença i va entrar en l'Oratori de Jesús als vint-i-un anys. Encara que dedicat al seu treball sempre estava disposat a interrompre fins i tot el seu estudi més favorit per a ajudar als necessitats. Havia ensenyat dret canònic a Avinyó durant algun temps, quan el cardenal Grimaldi, arquebisbe d'Ais, el va prendre com a company a Roma, on va romandre uns divuit mesos.
Després va tornar a Aiz on va passar la resta de la seva vida, convertint-se en un distingit escriptor en història eclesiàstica, dret canònic i teologia moral.

## Obres
Alfons Maria de Liguori ho considera clàssic. Era probabilista en les seves solucions morals.
- "Notitia Conciliorum" (Lyons, 1668).

El cardenal Grimaldi va induir a l'escriptor a ampliar aquest treball i publicar-lo sota el títol "Notitia eclesiastica historiarum, conciliorum et canonum invicem collatorum", etc. (Lyons, 1680, i altres dates; Munic, 1758; Tournai, 1851, 3 vols. ). Sovint modificat i ampliat, va ser una vegada, sota el títol "Cabassutius", una autoritat per a la història dels consells. Un compendi de la "Notitia" va aparèixer en Lovaina, 1776.
- "Theoria et Praxi Juris Canonici" etc. (Lyons, 1660, i altres dates; Rouen, 1703; Venècia, 1757).